# Maurice-Dufrasne-Stadion
Das Maurice-Dufrasne-Stadion (auch: Stade de Sclessin) ist ein Fußballstadion in Lüttich und das Heimstadion des Fußballvereins Standard Lüttich. Das im Lütticher Stadtteil Sclessin gelegene Stadion bietet heute rund 30.000 Plätze (ausschließlich Sitzplätze) und ist damit nach dem König-Baudouin-Stadion in Brüssel das zweitgrößte Stadion Belgiens.

## Geschichte
Das Stadion wurde 1909 erbaut und 1925 nach dem damaligen Vereinspräsidenten benannt. 1925 hatte es eine Kapazität von etwa 20.000 Zuschauern. Es war Austragungsort der Fußball-Europameisterschaften 1972 und 2000.

## Tribünen
- Tribune I – 9.033 Plätze[2]
- Tribune II – 7.336 Plätze
- Tribune III – 6.887 Plätze
- Tribune IV – 6.767 Plätze